# Charlottetown-Victoria Park
Pour les articles homonymes, voir Charlottetown (homonymie) et Victoria.
Circonscription électorale provinciale du Canada
Charlottetown-Victoria Park est une circonscription électorale provinciale de l'Île-du-Prince-Édouard (Canada). La circonscription est créée en 1996 à partir de portions des circonscriptions de 5e Queens et 6e Queens.

## Liste des députés
| Charlottetown-Victoria Park                                                                 | Charlottetown-Victoria Park | Charlottetown-Victoria Park | Charlottetown-Victoria Park | Charlottetown-Victoria Park | Charlottetown-Victoria Park |
| Nom                                                                                         | Nom                         | Parti                       | Mandat                      | Législature                 |                             |
| ------------------------------------------------------------------------------------------- | --------------------------- | --------------------------- | --------------------------- | --------------------------- | --------------------------- |
| Pour la période 1873-1996, voir 5e Queens. Pour la période 1966-1996, voir aussi 6e Queens. |                             |                             |                             |                             |                             |
|                                                                                             | Wayne Cheverie              | Libéral                     | 1996 - 1997                 | 60e                         |                             |
|                                                                                             | Richard Brown               | Libéral                     | 1997 - 2000                 | 60e                         |                             |
|                                                                                             | Bob MacMillan               | Progressiste-conservateur   | 2000 - 2003                 | 61e                         |                             |
|                                                                                             | Richard Brown               | Libéral                     | 2003 - 2007                 | 62e                         |                             |
|                                                                                             | Richard Brown               | Libéral                     | 2007 - 2011                 | 63e                         |                             |
|                                                                                             | Richard Brown               | Libéral                     | 2011 - 2015                 | 64e                         |                             |
|                                                                                             | Richard Brown               | Libéral                     | 2015 - 2019                 | 65e                         |                             |
|                                                                                             | Karla Bernard               | Vert                        | 2019 - 2023                 | 66e                         |                             |
|                                                                                             | Karla Bernard               | Vert                        | 2023 - en cours             | 67e                         |                             |

## Géographie
La circonscription comprend le centre-ville de la cité de Charlottetown.